# Dimos Beke
Dimos Beke (Grieks: Δήμος Μπέκε) (Famagusta, 18 maart 1973) is een Grieks zanger.

## Biografie
Dimos Beke werd in 1973 geboren uit een Griekse moeder en een Nederlandse vader. Hij is vooral bekend geraakt dankzij zijn deelname aan het Eurovisiesongfestival 1993 in het Ierse Millstreet namens Cyprus. Samen met Kyriakos Zoumboulakis won hij de Cypriotische nationale preselectie. Met het nummer Mi stamatas eindigde het gelegenheidsduo op de negentiende plaats op het Eurovisiesongfestival, met zeventien punten.
In 2014 nam hij deel aan The Voice of Greece. Bij zijn auditie drukten alle vier de juryleden af. Nadat hij ook de battle winnend had afgesloten, stootte hij door naar de liveshows. In de derde liveshow werd hij geëlimineerd.
1981: Island · 
1982: Anna Vissi · 
1983: Stavros & Konstandina · 
1984: Andy Paul · 
1985: Lia Vissi · 
1986: Elpida · 
1987: Alexia · 
1989: Fani Polymeri & Yiannis Savvidakis · 
1990: Haris Anastasiou · 
1991: Elena Patroklou · 
1992: Evridiki · 
1993: Zimboulakis & Van Beke · 
1994: Evridiki · 
1995: Alexandros Panayi · 
1996: Constantinos Christoforou · 
1997: Hara & Andreas Konstantinou · 
1998: Michalis Chatzigiannis · 
1999: Marlain · 
2000: Voice · 
2002: One · 
2003: Stelios Konstantas · 
2004: Lisa Andreas · 
2005: Constantinos Christoforou · 
2006: Annet Artani · 
2007: Evridiki · 
2008: Evdokia Kadi · 
2009: Christina Metaxa · 
2010: Jon Lilygreen & The Islanders · 
2011: Christos Mylordos · 
2012: Ivi Adamou · 
2013: Despina Olympiou · 
2015: Giannis Karagiannis · 
2016: Minus One · 
2017: Hovig · 
2018: Eleni Foureira · 
2019: Tamta · 
2021: Elena Tsagrinou · 
2022: Andromache · 
2023: Andrew Lambrou · 
2024: Silia Kapsis · 
2025: Theo Evan